# 英語でゴメン
「英語でゴメン」（えいごでごめん）は、1998年9月25日に発売されたKAN25作目のシングル。

## 収録曲
全曲　作詞・作曲：KAN
1. 英語でゴメン
  - 編曲：KAN・小林信吾
2. SANKT PETERBURG LIVE
  - 演奏：ヤン嶋田とニューブリーフ